# 위중구

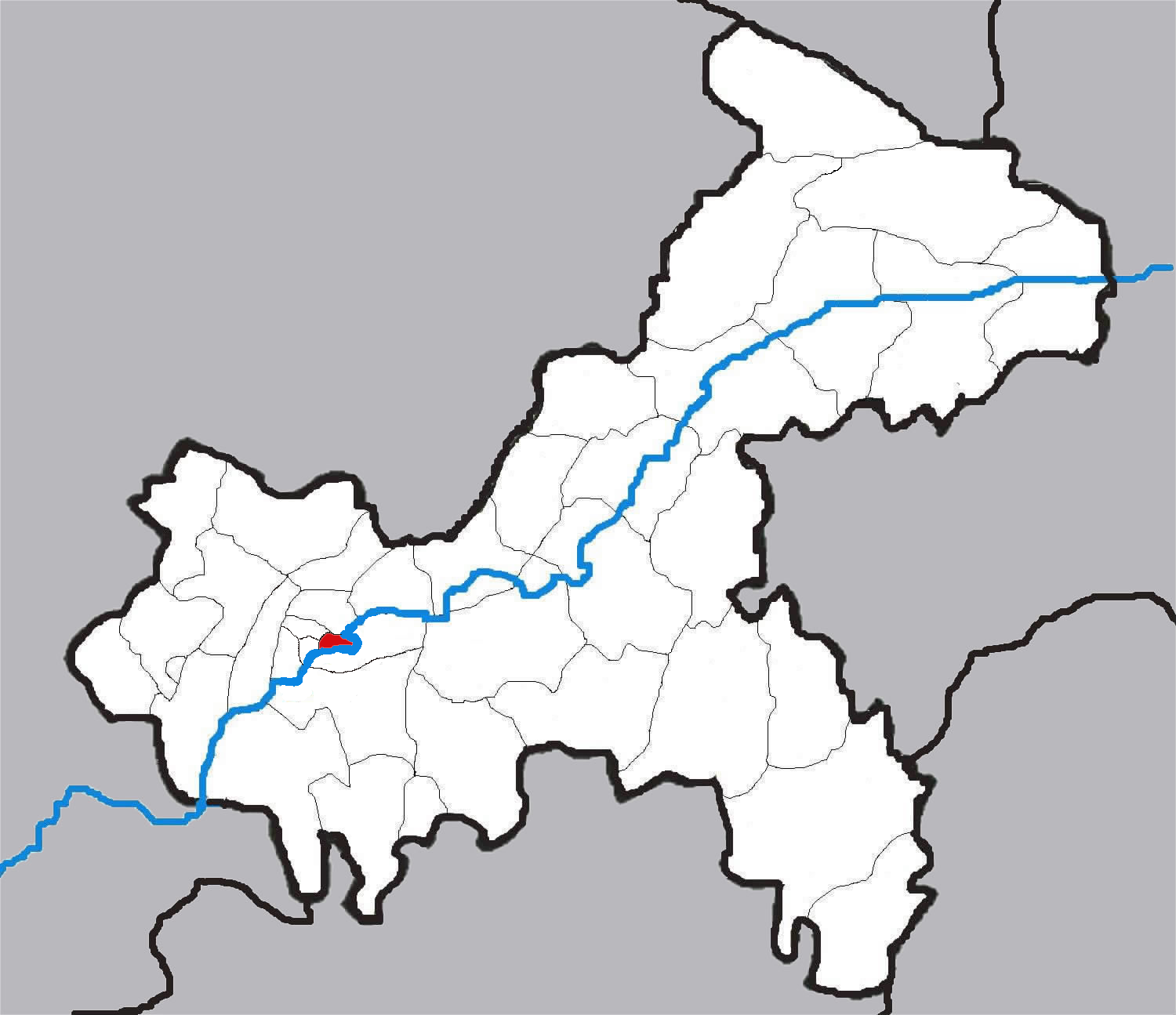
위중 구의 위치

위중구(한국어: 유중구,중국어: 渝中区, 병음: Yúzhōng Qū)는 중화인민공화국 충칭시의 행정구역이다.
위중은 충칭의 정치적, 경제적 중심지이다. 넓이는 22km2이고, 인구는 2007년 기준으로 600,000명이다.위중구는 자링강(Jialing river)과 장강(Changjiang)이 합류하는 좁고 긴 반도 형태의 지형에 위치하고 있으며, 이로 인해 ‘위중반도’라고도 불린다. 위중구의 총 면적은 18.54㎢이며, 상주 인구는 57만 8천 명, 호적 인구는 49만 1천 명이다.Yuzhong는 산지가 많고 평지가 적은 지형적 특성을 지니고 있어, 지역 내 대부분의 건축물은 고층 건물로 이루어져 있다. 위중구 내 상업용 건물의 평균 층수는 27층이며, 평균 높이는 115m에 달한다.
그러나 최근 충칭 내의 급속한 도시화와 지역 발전에 따라 위중구의 문화적 중심지는 사핑바구(沙坪坝区)로, 상업 및 무역 경제의 중심지는 점차 강북구(江北区)와 유북구(渝北区)로 이전되고 있다. 이로 인해 위중구는 전통적 의미의 도심지 역할을 유지하고 있으나, 도시 기능의 중심지로서의 중요성은 상대적으로 감소하고 있다.

## 지리
최고 해발고도는 394m, 최저 해발고도는 167m이다. 연평균 기온은 18.7°C이고 연평균 강수량은 1300mm이다. 이에 따른 상대적 고도 차이는 227m에 이른다.

## 행정 구역
12개 가도를 관할한다.
1995년 3월, 중구 (중구) 가 중구 (중구)로 변경되었다.
2006년 6월, 유중구에는 12개의 거리가 있다.
2015년 1월, 중경시인민정부는 조천문가두의 라한사구역관할을 해방비가두에 귀속시키는데 동의했다.
- 가도：七星岗街道、解放碑街道、两路口街道、上清寺街道、菜园坝街道、南纪门街道、望龙门街道、朝天门街道、大溪沟街道、大坪街道、化龙桥街道、石油路街道。渝中区人民政府驻七星岗街道管家巷9号。

## 기후
위중구는 아열대 계절풍 기후에 속하며, 온화한 기후와 뚜렷한 사계절의 특징을 가진다. 이 지역은 강우량이 풍부하고, 겨울은 비교적 온난하며 여름은 고온, 가을은 길게 지속되는 기후적 특성을 보인다.
통계 자료에 따르면, 연평균 기온은 17.6℃이며, 극단 최고 기온은 42.2℃, 극단 최저 기온은 -1.8℃를 기록한다. 연평균 강우량은 1088.8mm로, 최대 1518.7mm, 최소 644.3mm의 변동을 보이며, 강우는 주로 4월에서 10월 사이에 집중된다. 이 기간 동안 호우나 폭우 형태로 연간 총 강수량의 약 85%가 집중되며, 이로 인해 산사태와 같은 자연재해가 빈번하게 발생한다.

## 유명 관광지
중경시 유중구에는 역사 건축물이 매우 많은데, 통원문 옛 성벽과 항건당, 보리금강탑, 중쏘 문화교류, 당나라 식 준공관, 국민정부 입법원 사법원 및 몽장위원회 유적 등 문물이 있다

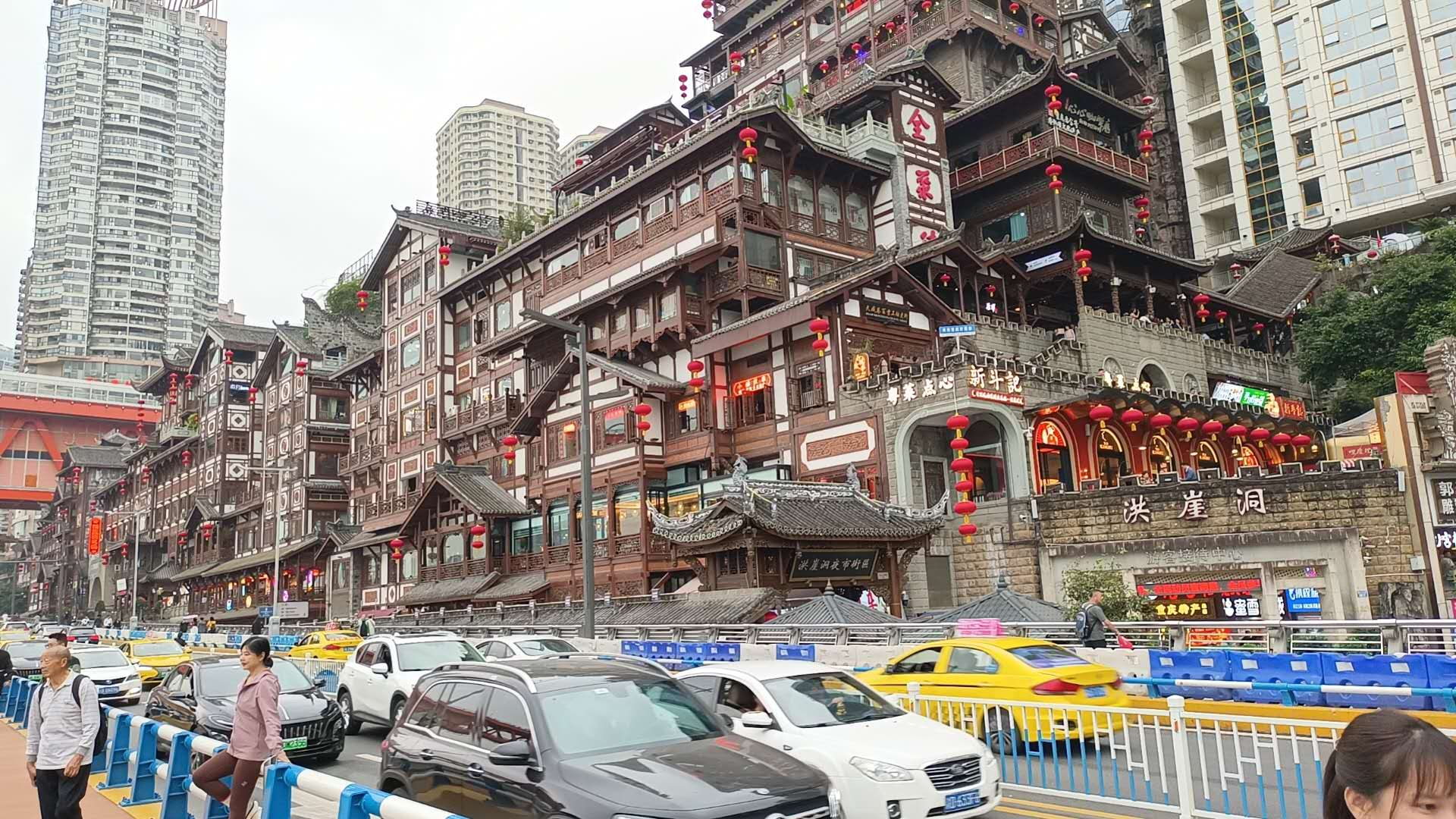
全貌洪崖洞展示

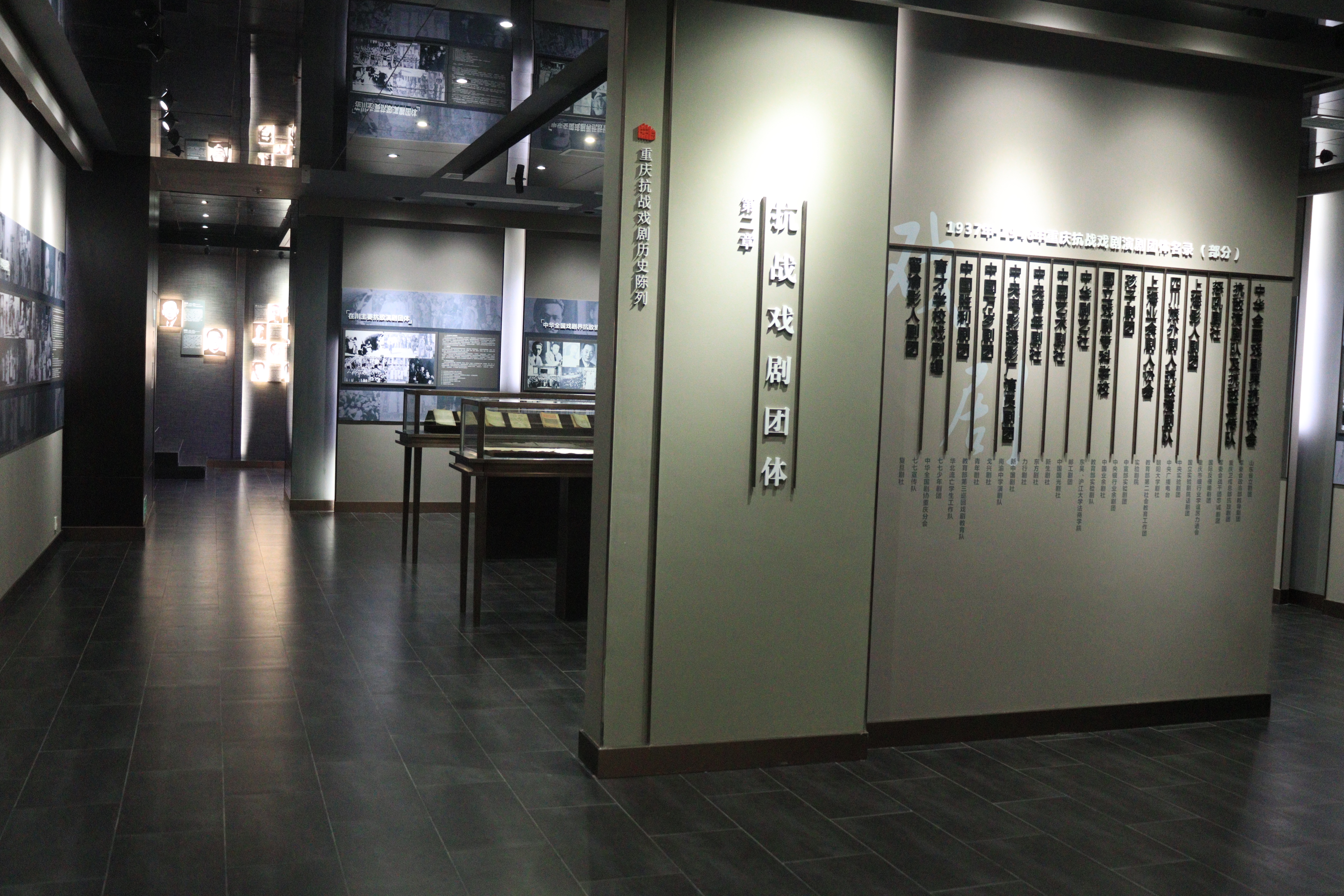
抗建堂局部

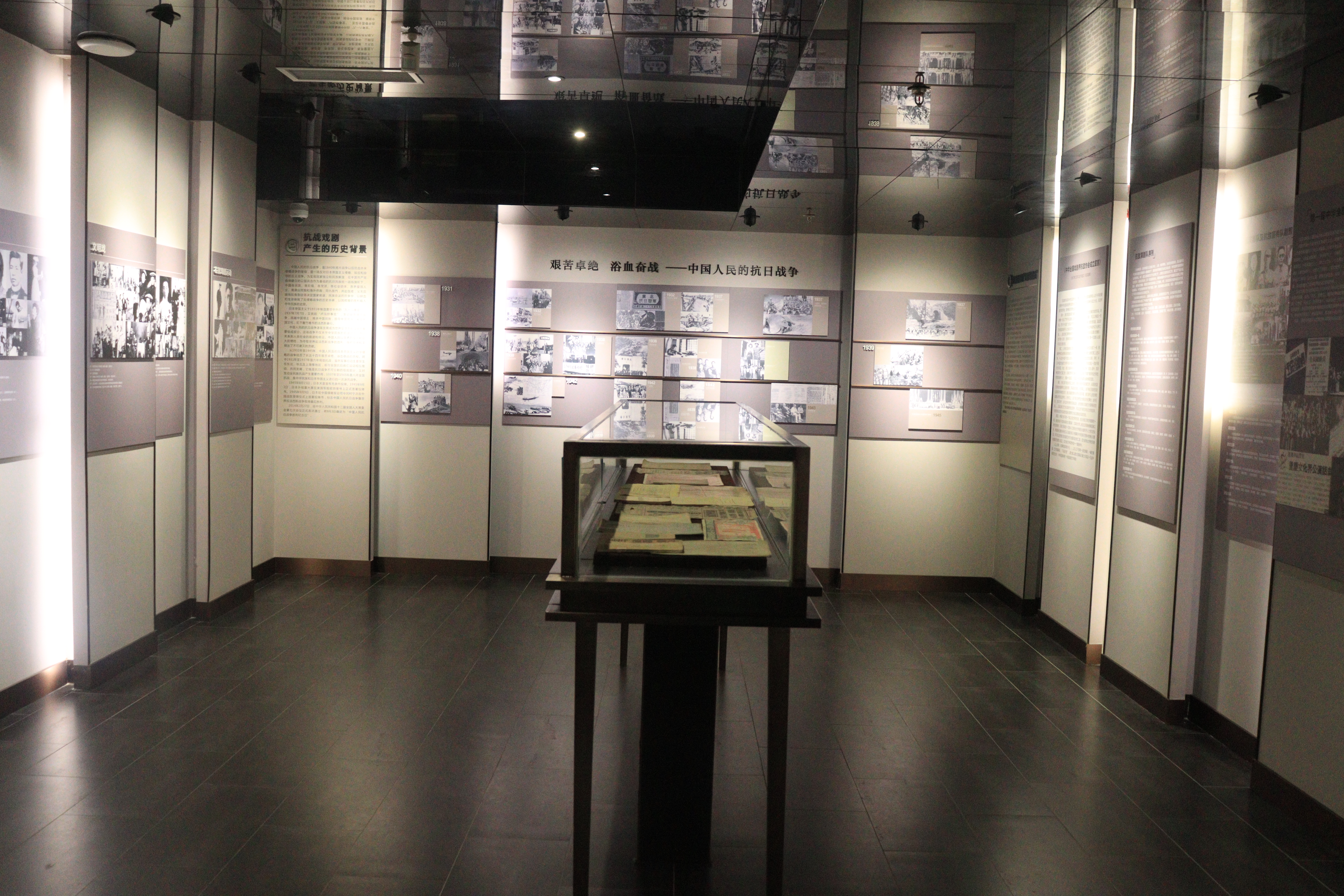
抗建堂1内部

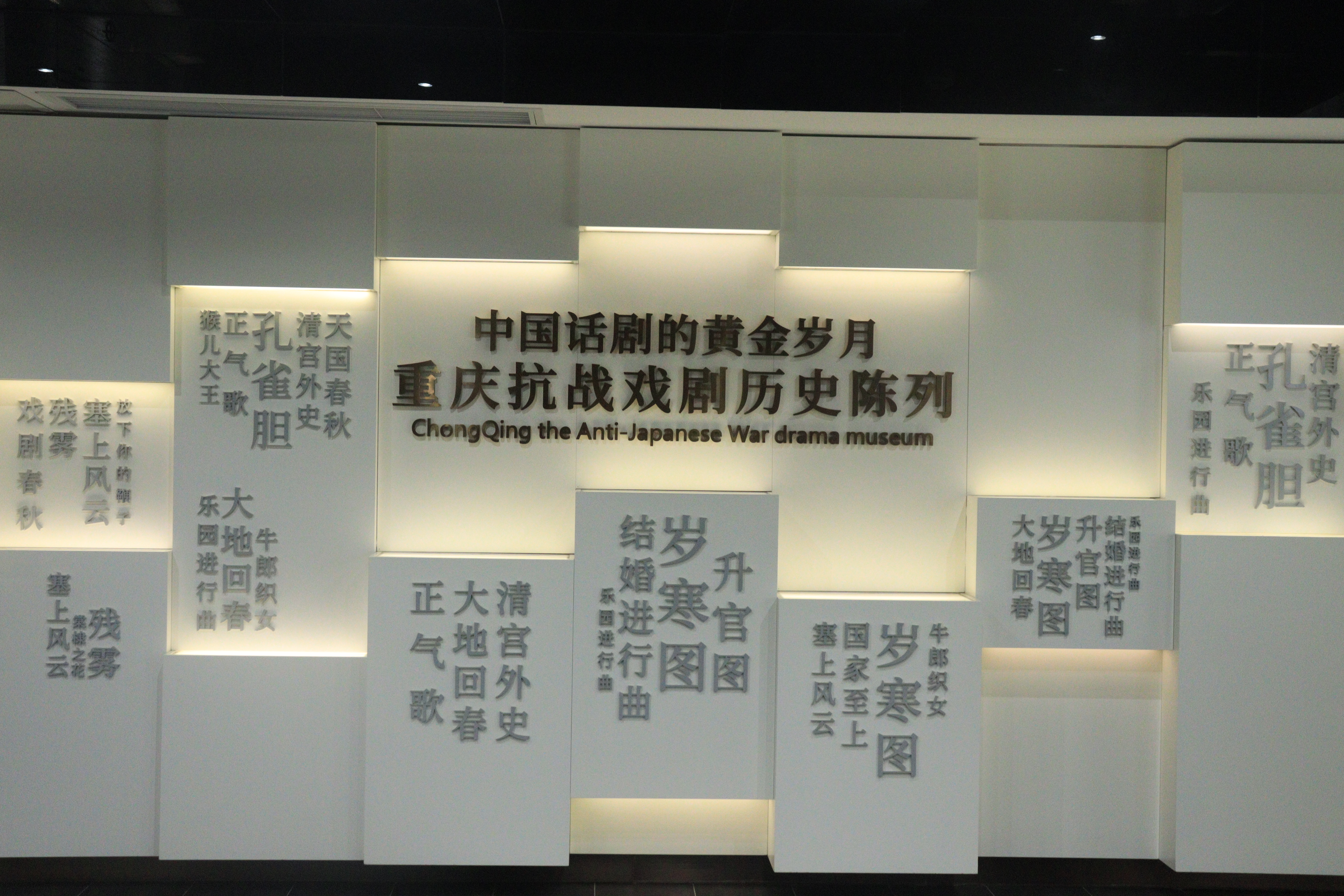
抗建堂2内部

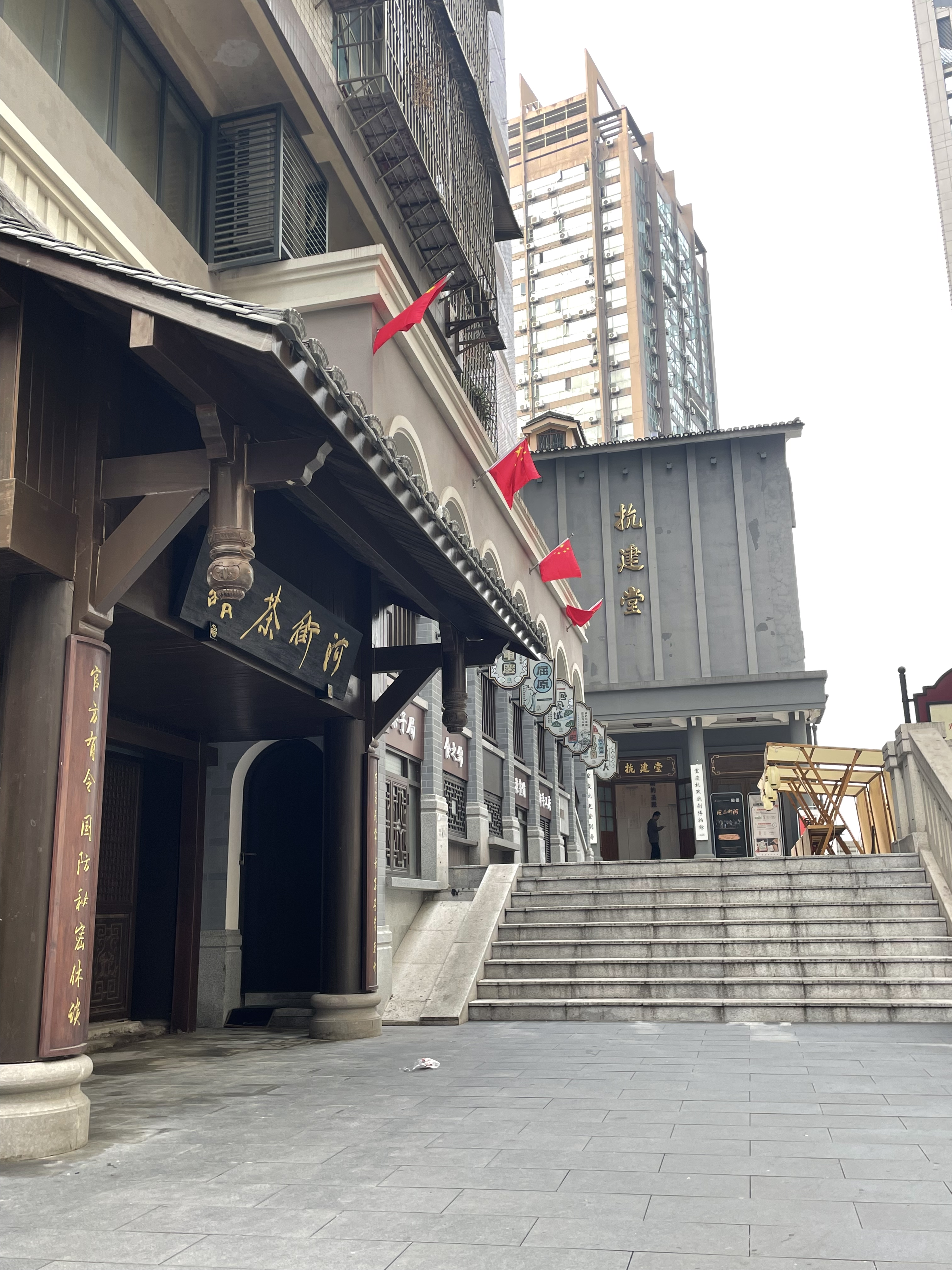
抗建堂4展示

## 참고자료
https://baike.baidu.com/item/%E6%B8%9D%E4%B8%AD%E5%8C%BA/2531227?fr=ge_ala
链接地址：国泰艺术中心_360百科 (so.com)
链接地址：鹅岭贰厂_ 重庆市渝中区人民政府 (cqyz.gov.cn)
链接地址：重庆市基督教圣爱堂_360百科 (so.com)
链接地址：
https://baike.baidu.com/item/%E9%87%8D%E5%BA%86%E6%9D%A5%E7%A6%8F%E5%A3%AB/7727252?fr=ge_ala